# Попиха (деревня)
Попиха — деревня в составе Благовещенского сельсовета Воскресенского района Нижегородской области.
Расположена в 12 км к северо-западу от посёлка Воскресенское и в 107 км к северо-западу от Нижнего Новгорода.

## История
Старое селение. Имеется упоминание об этом селении в документе 1636 года: «деревня Папиха, что прежде починок на реке Ширенге». В этой записи имеется явное искажение гласной буквы в названии деревни, что связано с акающим говором московских владельцев этих селений и московских дьяков, производивших перепись селений и делавших записи в писцовых книгах.

## Население
| 1999 | 2002 | 2010 |
| ---- | ---- | ---- |
| 85   | ↘67  | ↘46  |